# Walddominium Sankt Joachimsthal

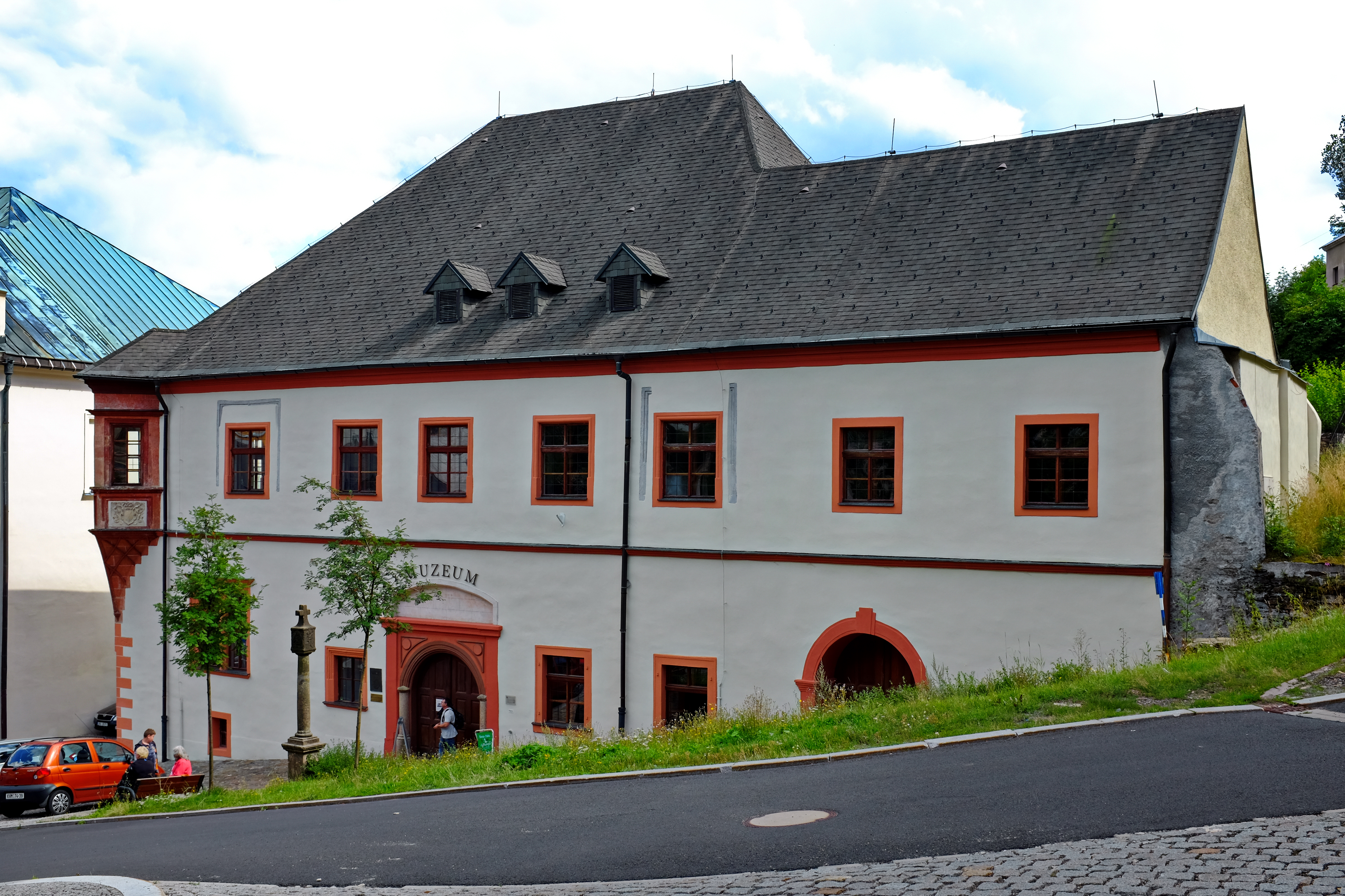
Ehemaliges Bergoberamtshaus

Das k. k. Montanwalddominium Sankt Joachimsthal war eine Montanherrschaft im Elbogener Kreis in Böhmen, die dem k. k. Bergoberamt Sankt Joachimsthal unterstand. 

## Lage
Das Dominium lag im nördlichen Teil des Elbogener Kreises. Es grenzte nördlich an das sächsische Amt Schwarzenberg, im Südosten an die königliche Bergstadt Gottesgab, im Süden an die Dominien Joachimsthal und Schlackenwerth und im Westen an die Herrschaft Neudek.

## Geschichte
Das Gebiet gehörte bis 1546 zur Herrschaft Schwarzenberg. Nach dem Schmalkaldischen Krieg fiel der südliche Teil 1547 an die böhmische Krone. 1548 erließ Kaiser Ferdinand I. die Bergordnung. Er stellte die ehemals eigenständigen Bergämter von Platten und Gottesgab unter die Verwaltung des Bergoberamtes St. Joachimsthal. Es bildete fortan das königliche Montan- und Walddominium St. Joachimsthal. Platten wurde zur königlichen Bergstadt erhoben. Die Bergfreiheit gewährte den Bewohnern die Befreiung von Abgaben und Frondiensten. Die Amtsverwaltung und Jurisdiktion erfolgte von St. Joachimsthal aus, mit Berg-, Hütten- und Montanwaldamt nebst Bergphysikat. Durch die nach dem Dreißigjährigen Krieg verstärkt einsetzende Gegenreformation exilierte ein großer Teil der Bevölkerung nach Kursachsen. Der darniederliegende Bergbau verlor mehr und mehr an Bedeutung und die Zurückgebliebenen verarmten. Seit 1840 besaß das Dominium einen eigenen Verwalter. Die Einwohnerzahl betrug 1847 2095 Personen, darunter elf protestantische Familien. Das Gewerbe war Mitte des 19. Jahrhunderts vornehmlich Spitzenklöpplerei, etwas Bergbau auf Zinn, Kobalt, Vitriol, Eisen und Silber. Zudem wurde Rinderzucht, Holzrodung und andere Waldarbeiten betrieben. Größere Industriebetriebe waren zwei Blaufarbenwerke in Breitenbach mit sechs Arbeitern und in Jungenhengst mit 15 Arbeitern. In Halbmeil befanden sich zwei Chemiefabriken mit zusammen 8 Arbeitern.

## Ortschaften
- Seifen (Ryžovna)
- Halbmeil (Mílov)
- Goldenhöhe (Zlatý Kopec)
- Zwittermühl (Háje)
- Jungenhengst (Luhy)
- Ziegenschacht (Stráň)
- Breitenbach (Potůčky)
- Pechöfen (Smolné Pece)
- Spitzberg (Špičák)
- Försterhäuser (Myslivny)
- Irrgang (Bludná)
- Schwimmiger (Pískovec)
- Streitseifen (Podlesí)
- Brettmühl (Pila)
- Steinhöhe (Kopeček)